# Archanara punctivena
Archanara punctivena là một loài bướm đêm trong họ Noctuidae.